# Conus balteatus
El Conus balteatus es una especie de caracol de mar, un molusco gasterópodo marino en la familia Conidae, los caracoles cono y sus aliados.
Estos caracoles son depredadores y venenosos. Son capaces de "picar" a los seres humanos y seres vivos, por lo que debe ser manipulado con cuidado o no hacerlo en absoluto.
Hay una subespecie: Conus balteatus pigmentatus A. Adams & Reeve, 1848.

## Descripción
El tamaño de una concha de adulto varía entre 13 mm y 33 mm. La concha es marrón violáceo o marrón oliva, con una banda blanca más o menos irregular debajo del medio, y otro por debajo de la aguja tuberculada. El interior de la abertura está teñida de color violeta.

## Distribución
Esta especie se encuentra en el Océano Índico a lo largo de la cuenca de las islas Mascareñas y en el Océano Pacífico occidental.

## Galería
A continuación se presentan varias formas de colores y una subespecie:

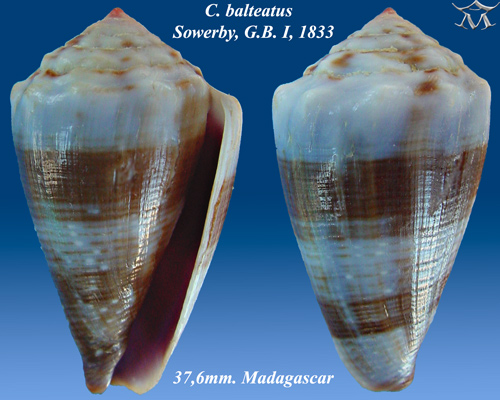
Conus balteatus Sowerby, G.B. I, 1833
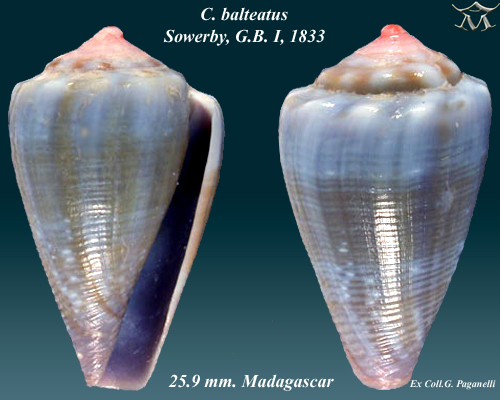
Conus balteatus Sowerby, G.B. I, 1833
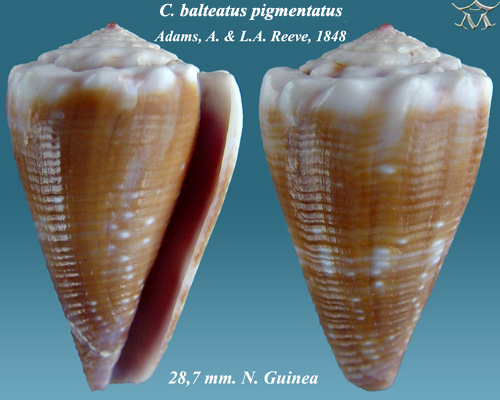
Conus balteatus pigmentatus Adams, A. & L.A. Reeve, 1848